# Kamala Khan (Universo cinematográfico de Marvel)
Kamala Khan es un personaje ficticio interpretado por la actriz Iman Vellani en el Universo cinematográfico de Marvel (UCM) basado en el personaje de Marvel Comics del mismo nombre, comúnmente conocida por su alias, Ms. Marvel. Khan es una chica paquistaní-estadounidense de Jersey City, Nueva Jersey que idolatra a Carol Danvers y libera sus poderes de energía cósmica latentes de la dimensión Noor mediante un brazalete mágico. La versión del UCM de Kamala se reinventa como una mutante latente capaz de crear estructuras brillantes, incluso extensibles desde sus brazos y piernas, a partir de luz dura.
Khan apareció por primera vez en la miniserie de televisión de Disney+ Ms. Marvel (2022) como protagonista principal. Ella regresó en la película The Marvels (2023) como personaje secundario,mientras que una versión alternativa del personaje aparecerá en la serie animada de Disney+ Marvel Zombies (2025)como su protagonista principal.

## Concepto y creación
En noviembre de 2013, Marvel Comics anunció que Kamala Khan, una adolescente musulmana estadounidense de Jersey City, Nueva Jersey, se haría cargo del cómic Ms. Marvel a partir de febrero de 2014. La serie, escrita por G. Willow Wilson y dibujada por Adrian Alphona, marcó la primera vez que un personaje musulmán encabezó un libro en Marvel Comics. La concepción de Kamala Khan surgió durante una conversación entre los editores de Marvel Sana Amanat y Stephen Wacker. Amanat dijo: "Le estaba contando [a Wacker] una anécdota loca sobre mi infancia, creciendo como musulmán estadounidense. Lo encontró divertido". Luego, la pareja le contó a Wilson sobre el concepto y Wilson se mostró ansioso por participar en el proyecto. Amanat dijo que la serie surgió de un "deseo de explorar la diáspora musulmana-estadounidense desde una perspectiva auténtica. El artista Jamie McKelvie basó el diseño de Khan en su rediseño de Carol Danvers como Capitana Marvel y en el diseño de Dave Cockrum de la Ms. Marvel. Amanat solicitó que el diseño "refleje el legado de Capitana Marvel, y también su historia y sus antecedentes". Amanat declaró que el traje de Khan fue influenciado por el shalwar kameez. Querían que el disfraz representara su identidad cultural, pero no querían que usara un hijab, porque la mayoría de las adolescentes paquistaníes-estadounidenses no usan uno. Amanat también declaró que querían que el personaje se pareciera "menos a una sirena sexual" para atraer a un público femenino más vocal.
Marvel sabía que querían una joven musulmana, pero afirmó que podía ser de cualquier lugar de origen y tener cualquier trasfondo. Wilson finalmente eligió crear una chica Desi de Jersey City, que se encuentra al otro lado del río Hudson desde Manhattan y se ha denominado el "sexto distrito de la ciudad de Nueva York". Por lo tanto, forma una parte importante de la identidad de Khan y del viaje narrativo de su personaje, ya que la mayoría de las historias de Marvel Comics se desarrollan en Manhattan. Wilson explica: "Un gran aspecto de Ms. Marvel es ser un 'héroe de segundo nivel' en la 'ciudad de segundo nivel' y tener que luchar para salir del patetismo y la emoción que puede generar una persona". La serie no solo explora los conflictos de Khan con los supervillanos, sino también los conflictos con el hogar y los deberes religiosos de Khan. Amanat reveló más tarde que cuando ella y Wilson estaban creando a Khan, el personaje originalmente iba a ser un mutante antes de que la convirtieran en una Inhumana.

## Biografía del personaje ficticio

### Primeros años
Kamala Khan es una musulmana paquistaní estadounidense de Jersey City, Nueva Jersey, de padres inmigrantes de origen Muhajir, madre Muneeba y padre Yusuf. Ella tiene un hermano mayor, Aamir. Khan creció venerando a los Vengadores, particularmente a Carol Danvers. Ella se hizo amiga de Bruno Carrelli a una edad temprana y asiste a Coles Academic High School, donde se hizo mejor amiga de Nakia Bahadir. En su tiempo libre, Kamala crea diversos contenidos para fans de los Vengadores, como fanfiction, arte y cosplay. También escucha podcasts como el presentado por Scott Lang y dirige su propio canal de YouTube llamado Sloth Baby Productions, que se centra en los Vengadores, con vídeos sobre la relación de Lang y Hope van Dyne, y sobre cómo Thor es un jugador secreto.

### Convertirse en Ms. Marvel

#### Descubriendo poderes cósmicos
En 2025, Khan crea un atuendo de Capitana Marvel para competir en un concurso de cosplay en la próxima convención de fans de los Vengadores. Sin embargo, lucha por recibir el permiso de sus padres para asistir a la AvengerCon y, en cambio, desarrolla un plan para escabullirse con su amigo Bruno para poder ir. Para terminar su disfraz de cosplay, agrega brazaletes enviados por su abuela Sana que le dan poderes de energía. En AvengerCon, Khan se pone los brazaletes y hace que proyecte construcciones de energía cósmica que, sin darse cuenta, causan estragos. Ella salva a su compañera de clase Zoe Zimmer usando una mano agrandada. Después del incidente, Bruno lleva a Khan a casa y al día siguiente la ayuda a controlar los poderes.
Bruno deduce que el brazalete activó los propios superpoderes de Khan. Más tarde, Bruno, Khan y Nakia asisten a una fiesta organizada por Zoe y conocen al nuevo estudiante de secundaria Kamran. Khan se enamora de Kamran y deja de recibir lecciones de entrenamiento de Bruno. También comienza a preguntarse cómo desapareció su bisabuela Aisha en la Partición de la India y, como tal, pregunta en la celebración anual de Eid. Allí, mientras Nakia corre para el tablero de la mezquita, un niño comienza a deslizarse por un balcón, pero Khan lo salva usando sus poderes de "Luz nocturna". Al retirarse a un callejón, Khan es perseguida por drones y agentes del Departamento de Control de Daños (DODC) liderados por la agente Sadie Deever; Kamran la salva y le presenta a Khan a su madre, Najma, a quien Khan había estado viendo en sus visiones.

#### Aprendizaje de los clandestinos
Najma explica que ella y Kamran son parte de un grupo de seres mejorados conocidos como Clandestinos que afirman ser Djinn que fueron exiliados del Noor, y que Aisha era una de ellas. También revela que el brazalete podría ayudarlos a regresar y le pide ayuda a Khan. Ella acepta, pero Bruno le advierte que los viajes interdimensionales pueden ser peligrosos, por lo que le pide a Kamran más tiempo para asegurarse de que puedan hacerlo de manera segura. Kamran asiente, pero Najma se niega a esperar y decide obligar a Kamala a que los ayude. El hermano de Khan, Aamir, se casa con su prometida Tyesha, pero Kamran llega a la boda para advertir a Kamala antes de que lleguen los otros clandestinos. Khan, Bruno y Kamran son dominados por los clandestinos mientras Najma intenta usar el brazalete, lo que desencadena la visión de un tren. Mientras Khan y Bruno escapan, Nakia ve a Khan usando sus poderes. Sana contacta a Khan, revelando que ella también vio la visión del tren e insistiendo en que ella y Muneeba deben visitarla en Karachi, Pakistán.

#### Viajando a Karachi
Khan y Muneeba viajan a Karachi y se reúnen con Sana, quien luego le revela a Khan que el brazalete está tratando de transmitir un mensaje a través de la visión del tren. Al día siguiente, un Khan enmascarado va a la estación de tren para investigar, pero es atacado por Kareem, un miembro del grupo de vigilantes Red Daggers, quien inicialmente la confunde con uno de los Clandestinos. Kareem lleva a Khan al escondite de los Dagas Rojas, donde su líder Waleed le dice que los Clandestinos están tratando de romper el Velo de los Noor, dimensión, que separa la dimensióna los Clandestinosdel mundo humano, con el fin de expandirse y hacerse cargo. Khan comienza a entrenar con Red Daggers para dominar sus poderes, pero los Clandestinos los interrumpen. Se produce una persecución, durante la cual Waleed mata a uno de los clandestinos, pero Najma lo apuñala fatalmente. Mientras Khan y Kareem se defienden de los clandestinos, Kareem mata a uno de ellos y Najma apuñala accidentalmente el brazalete, lo que envía a Khan a la partición de la India en 1947.
Khan puede interactuar con Aisha, quien le pide que guíe a Sana antes de morir. Conjurando una proyección de estrellas para llevar a Sana a su padre, Khan se da cuenta de que ella fue quien los reunió. Volviendo al presente, descubre que el golpe de Najma había abierto el Velo, pero vaporiza a cualquiera que interactúe con él. Najma transfiere su poder a Kamran antes de sacrificarse para cerrar el Velo. Sana y Muneeba encuentran a Kamala y esta última acepta los poderes de su hija. Regresan a la ciudad de Jersey.

#### Protegiendo la ciudad de Jersey
Después de regresar a la ciudad, donde la tienda de conveniencia de Bruno, Circle Q, explotó y Deever ordenó un cierre, Khan crea un disfraz con un regalo de Muneeba y la ropa de Kareem antes de reunirse con los niños. Con la ayuda de Nakia, Aamir y Zimmer, el grupo detiene a los agentes del DODC. Compañero agente DODC P. Cleary ordena una retirada, pero Deever lo ignora y lidera un destacamento de agentes para asaltar la escuela donde se esconden Khan y sus amigos, y arresta a todos excepto a ella y Kamran, quien se enfrenta a Deever. Deever lo ataca, pero Khan lucha contra los agentes y permite que todos sus amigos escapen. Deever huye y luego Cleary la releva de su deber. Khan se convierte en una figura querida en su comunidad y toma el nombre de superhéroe "Ms. Marvel" de su padre.
Una semana después, Bruno le dice a Khan que tiene una mutación genética. Más tarde, después de que el brazalete de Khan emite un brillo extraño en su dormitorio, de repente cambia de lugar con Danvers.

### Formando The Marvels
Se revela que el brazalete de Kamala es la mitad de las Bandas Cuánticas cuando Dar-Benn, la nueva líder de los Kree, recupera la otra mitad en un lugar en el espacio y procede a aprovechar el poder de la Banda. Luego, Dar-Benn lo empareja con su bastón y lo usa para romper un punto de salto en el espacio. La anomalía resultante es descubierta por S.W.O.R.D.; La investigación de Danvers y Monica Rambeau las lleva a ellas y a Kamala a un entrelazamiento cuántico. Este enredo hace que las tres cambien de lugar mediante teletransportación cuando al menos dos están usando sus habilidades basadas en la luz al mismo tiempo. El cambio hace que las tres luchen contra los enemigos Kree de los demás, dejando la casa de los Khan destruida a su paso.
Mientras las tres mujeres regresan a sus lugares originales, Nick Fury y Rambeau visitan a Kamala en la Tierra y Danvers eventualmente se unirá a ellos. Luego, las tres se unen en una colonia de refugiados Skrull en el planeta Tarnax, donde Dar-Benn abre otro punto de salto, que desvía la atmósfera de Tarnax hacia Hala para intentar restaurar su aire. Después de un apresurado esfuerzo por evacuar la colonia, Danvers, Rambeau y Kamala forman un equipo al que Kamala se refiere informalmente como "las Marvels". Danvers les informa a los demás sobre la leyenda de que las Bandas Cuánticas se habían utilizado para crear la red de transporte del punto de salto; Las tres se enredaron debido a su contacto mutuo con su energía cuando Dar-Benn la interrumpió. La repetida ruptura de los puntos de salto por parte de Dar-Benn está provocando una mayor inestabilidad en la red y poniendo en peligro al universo.
Las tres persiguen a Dar-Benn hasta Aladna, un planeta rico en agua, y luego hasta el Sol de la Tierra; Dar-Benn apuntó a lugares importantes para Danvers para recolectar recursos en su misión de restaurar Hala. Las Marvels luchan y someten a Dar-Benn en su nave cerca del Sol, pero ella roba la Banda de Kamala y usa ambos brazaletes juntos para abrir otro agujero en el espacio. El esfuerzo al hacerlo destruye a Dar-Benn y deja una apertura al multiverso. Después de que Kamala recupera las Bandas, ella y Danvers usan sus poderes combinados para energizar a Rambeau, permitiéndole cerrar el agujero desde el otro lado, pero dejándola varada en el proceso. Khan regresa sola a la ciudad de Nueva York para reunirse con Fury y su familia y les cuenta sobre la situación de Rambeau. Khan y su familia luego ayudan a Danvers y Goose a mudarse a la casa de Rambeau en Luisiana.
El equipo de corta duración inspira a Khan a buscar héroes jóvenes y formar un nuevo equipo. Ella regresa a la ciudad de Nueva York, a la casa de Kate Bishop y Lucky, y recluta a Bishop, al tiempo que sugiere que recluten a Cassie Lang, entre otros.

## Versiones alternativas
- En un universo alternativo, Kamala usa una mezcla de su disfraz de Ms. Marvel con el casco de Avispa.

## Recepción
Tanto Charles Pulliam-Moore de The Verge, como Eric Francisco de Inverse, destacaron las obsesiones de los fans de Khan.Pulliam-Moore también destacó que, "al igual que en los cómics, la fe y el origen étnico de Kamala son aspectos importantes de su identidad, y el programa explora cómo y por qué los niños de color como ella no siempre sienten que el mundo los ve como personas destinadas a convertirse en campeones". Destiny Jackson, para Empire, comentó que "Kamala siente que no encaja del todo en ninguna parte, adolescente que vive al margen de la sociedad popular de la escuela secundaria. Lo que le falta en la comprensión de los aspectos más prácticos de la vida cotidiana, lo compensa con ideas apasionadas sobre qué tipo de persona quiere ser y cómo encaja en su mundo". Caroline Framke, en una reseña de Ms. Marvel para Variety, escribió que "el espectro inminente de las obligaciones de Marvel por venir casi hace que esta serie, con su determinación de hacer de Kamala un individuo y su vecindario un hogar, un un bien aún más preciado. Antes de que Kamala se convierta formalmente en Ms. Marvel y se sumerja en algo más grande que ella misma, solo puede "ser" ella misma, y eso es más que suficiente". Kimberly Terasaki, del "sitio geek" feminista The Mary Sue, escribió que los cambios en la historia de origen sirven "al medio en el que se cuenta la historia [de Khan]. [...] En lugar de ser una autora popular de fanfic, es una animadora de stop-motion de fan art sin nombre, lo que muestra no solo su lucha por hacerse un nombre, sino que también permite que el programa tenga un estilo artístico único para jugar con la perspectiva de Kamala sobre su mundo". Joyce Slaton de Common Sense Media descubrió que Khan era un modelo a seguir positivo y escribió: "Kamala es un personaje humilde que se da cuenta de que tiene poderes extraordinarios y los usa para aumentar la cantidad de bien en el mundo. enviando fuertes mensajes de coraje e integridad". Chris E. Hayner de GameSpot clasificó a Khan en el puesto 22 en su lista de "38 superhéroes del Universo Cinematográfico de Marvel" y escribió: "Kamala Khan ingresó al UCM y no podríamos estar más emocionados. Claro, sus poderes son un poco una remezcla de lo que sabemos de los cómics, pero todo es muy emocionante. En este punto, sin embargo, todavía está descubriendo cómo ser un superhéroe adecuado".
La interpretación de Vellani de Kamala Khan en Ms. Marvel fue elogiado por múltiples críticos. Emma Fraser, para IGN, comentó que "Vellani es tan encantadora como Hailee Steinfeld; nunca sabrías que este es su debut como actriz". Kathryn Porter, para Paste, escribió que "Vellani brilla como Kamala, y no cabe duda de que podrá dar el salto a la pantalla grande cuando  The Marvels sale el próximo verano". constantemente, poderosamente entrañable [...] Gran parte de esto se transmite con sonrisas secretas y miradas vertiginosas, o la sinceridad abyecta de sus amistades con Bruno (Matt Lintz) y Nakia (Yasmeen Fletcher)". Anna Moeslein de Glamour elogió la actuación de Vellani y afirmó: "Iman Vellani está tan perfectamente elegida como Kamala Khan, también conocida como Ms. Marvel, que es difícil creer que sea real". Brian Lowry de CNN encontró a Vellani "absolutamente encantadora" a lo largo de la serie. Mira Purnamasari y Chandreyee Ray de Vogue calificaron la actuación de Vellani como "excelente", afirmando que logra hacer que el personaje se identifique, escribiendo: "La joven de 19 años, que repetirá el papel de Ms. Marvel en la próxima película The Marvels, inyecta a su personaje una sensación de asombro que hace que sea imposible que no le guste.

## En otros medios

### Documentales
- Iman Vellani interpreta a Kamala Khan en un episodio documental de la serie Marvel Studios: Assembled, en el especial "Assembled: The Making of Ms. Marvel", donde narra los hechos detrás de cámaras y la producción de la serie Ms. Marvel.

### Entretenimiento
- Vellani repite su papel como Kamala Khan en la atracción del parque temático Avengers: Quantum Encounter en el crucero Disney Wish.[25][26]